# Championnats du monde de ski alpin 1970
Navigation
Grenoble 1968 Sapporo 1972
Les championnats du monde de ski alpin 1970 ont eu lieu à Val Gardena en Italie du 8 au 15 février 1970.
Les mondiaux de Val Gardena sont marqués par un renouveau suisse et une domination française (3 titres et 10 médailles).
Annerösli Zryd et Bernhard Russi remportent, à la surprise générale et à l'issue d'une course parfaite, la descente.
Il s'agit des premiers titres pour la Suisse depuis 10 ans.
Doublé français en slalom :
- Jean-Noël Augert devance le favori Patrick Russel de seulement 4 centièmes,
- Ingrid Lafforgue succède au palmarès à Christine Goitschel (1964), Annie Famose (1966) et Marielle Goitschel (1968).

Karl Schranz gagne un deuxième titre de champion du monde, en géant, 8 ans après son succès en descente à Chamonix.
Betsy Clifford remporte le géant et devient à 16 ans et 4 mois la plus jeune championne du monde de l'histoire.
Le géant est une tradition canadienne : Lucille Wheeler (1958), Anne Heggtveit (1960) et Nancy Greene (1968) ont également gagné un titre dans cette discipline.
Déception pour Gustavo Thöni (aucune médaille) et, à un degré moindre, pour Patrick Russel et Isabelle Mir (médaillés d'argent).
Michèle Jacot et Billy Kidd sont champions du monde du combiné.

## Palmarès

### Hommes
| Épreuves | Or               | Argent         | Bronze           |
| -------- | ---------------- | -------------- | ---------------- |
| Descente | Bernhard Russi   | Karl Cordin    | Malcolm Milne    |
| Géant    | Karl Schranz     | Werner Bleiner | Dumeng Giovanoli |
| Slalom   | Jean-Noël Augert | Patrick Russel | Billy Kidd       |
| Combiné  | Billy Kidd       | Patrick Russel | Andrzej Bachleda |

### Femmes
| Épreuves | Or               | Argent           | Bronze           |
| -------- | ---------------- | ---------------- | ---------------- |
| Descente | Annerösli Zryd   | Isabelle Mir     | Annemarie Pröll  |
| Géant    | Betsy Clifford   | Ingrid Lafforgue | Françoise Macchi |
| Slalom   | Ingrid Lafforgue | Barbara Cochran  | Michèle Jacot    |
| Combiné  | Michèle Jacot    | Florence Steurer | Marilyn Cochran  |

## Tableau des médailles
| Rang | Nations           | Or | Argent | Bronze | Total |
| 1    | France            | 3  | 5      | 2      | 10    |
| 2    | Suisse            | 2  | 0      | 1      | 3     |
| 3    | Autriche          | 1  | 2      | 1      | 4     |
| 4    | États-Unis        | 1  | 1      | 2      | 4     |
| 5    | Canada            | 1  | 0      | 0      | 1     |
| 6    | Australie Pologne | 0  | 0      | 1      | 1     |